# Templo Mayor
Le Templo Mayor (« Grand Temple ») est le nom espagnol de la grande pyramide à degrés de Tenochtitlan, capitale des Aztèques, ainsi que du centre cérémoniel dans lequel elle se situait, qui est parfois appelé Recinto sagrado en espagnol (« Enceinte sacrée »). 
Après la prise de la ville par Hernán Cortés (13 août 1521), et la disparition de l'Empire aztèque, le Templo Mayor a été détruit, comme la quasi-totalité de la ville, remplacée à partir de 1524 par la cité espagnole de Mexico. Sa localisation a même été oubliée, jusqu'à ce que des fouilles archéologiques en mettent au jour les fondations à partir de 1978. Afin d'exhumer le site du Grand Temple, des immeubles ont été rasés et une artère de la capitale mexicaine coupée. Les fouilles ont mis en évidence sept phases de construction, entre le règne d'Acamapichtli et celui de Moctezuma II.
Le Templo Mayor se situait au nord de la place centrale de Tenochtitlan, dont l'emplacement coïncide à peu près avec l'actuel Zócalo de Mexico.

## La redécouverte du Templo Mayor

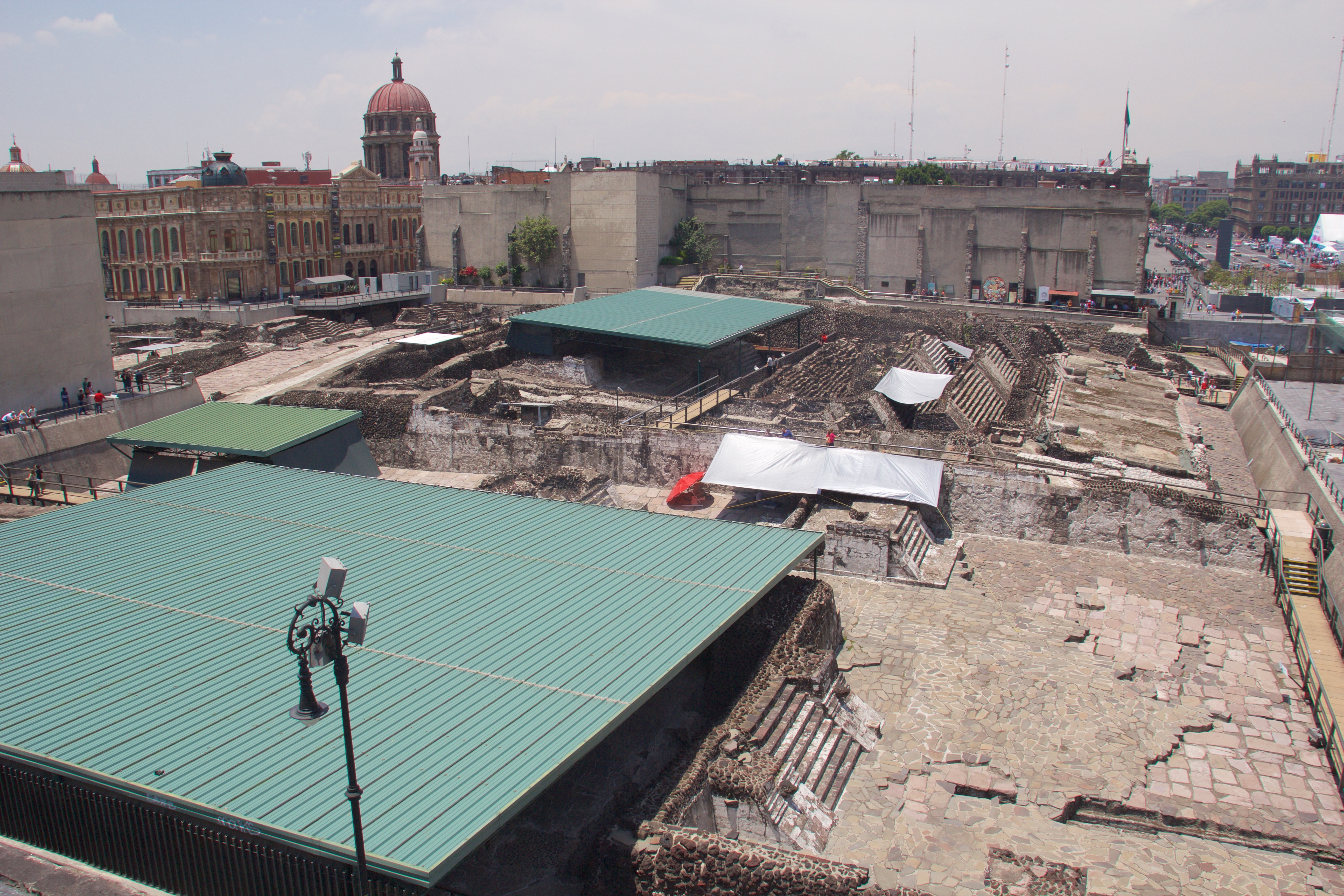
Site archéologique du Templo Mayor en 2015.

### Attestations écrites
Le Templo Mayor n'a longtemps été connu que par des écrits : les lettres de Cortés à Charles Quint ; les mémoires de Bernal Díaz del Castillo (1496-1584) ; les travaux de Bernardino de Sahagún (1500-1590).
L'historiographie de la conquête de l'Empire aztèque évoque notamment l'épisode du massacre du Templo Mayor (20 mai 1520), début de la guerre entre les Aztèques et les Espagnols. Après la victoire espagnole, le temple est oblitéré par la ville coloniale et l'on oublie jusqu'à son emplacement exact.

### Premières découvertes et fouilles
Les premières découvertes ont lieu en 1790 (monolithes de Coatlicue) et 1791 (monolithes de la Piedra del Sol). 
Leopoldo Batres dirige les premières fouilles archéologiques en 1900 et, vers 1913, Manuel Gamio trouve l'angle sud-ouest du Templo Mayor. 

### Les fouilles menées depuis 1978
Le 21 février 1978, des ouvriers faisant des travaux pour la Compania de Luz y Fuerza mettent au jour un disque de pierre de 3,10 mètres, sur lequel est sculpté le corps démembré de la déesse Coyolxauhqui, déesse des Ténèbres. 
L'INAH (Institut National d'Anthropologie et d'Histoire) transforme alors son projet de création d'un musée de Tenochtitlan en un programme de fouilles de grande envergure, le « Programme Templo Mayor », qui, sous la direction d'Eduardo Matos Moctezuma, va permettre d'excaver environ 1,2 ha des ruines monumentales du Templo Mayor, qui était un carré d'approximativement 350 m de côté.
Le Museo del Templo Mayor est inauguré le 12 octobre 1987 dans le centre historique de Mexico pour exposer les résultats de ces travaux archéologiques. En mai 1992 est créé le programme d'archéologie urbaine (PAU).

## Le centre religieux de Tenochtitlan
Selon Jacques Soustelle, les écrits les plus crédibles sont ceux de Cortés, qui indique que le centre cérémoniel du Templo Mayor comportait une quarantaine de bâtiments publics.

### L'enceinte aux têtes de serpents
Le centre religieux était protégé par une enceinte crénelée de têtes de serpents (Coatepantli, « muraille de serpents ») de 300 mètres de large sur 400 de long, qui longeait le nord de la place centrale et le flanc du palais de l'empereur (actuelle rue de la Moneda) et dont les portes étaient protégées par une garnison d'élite.

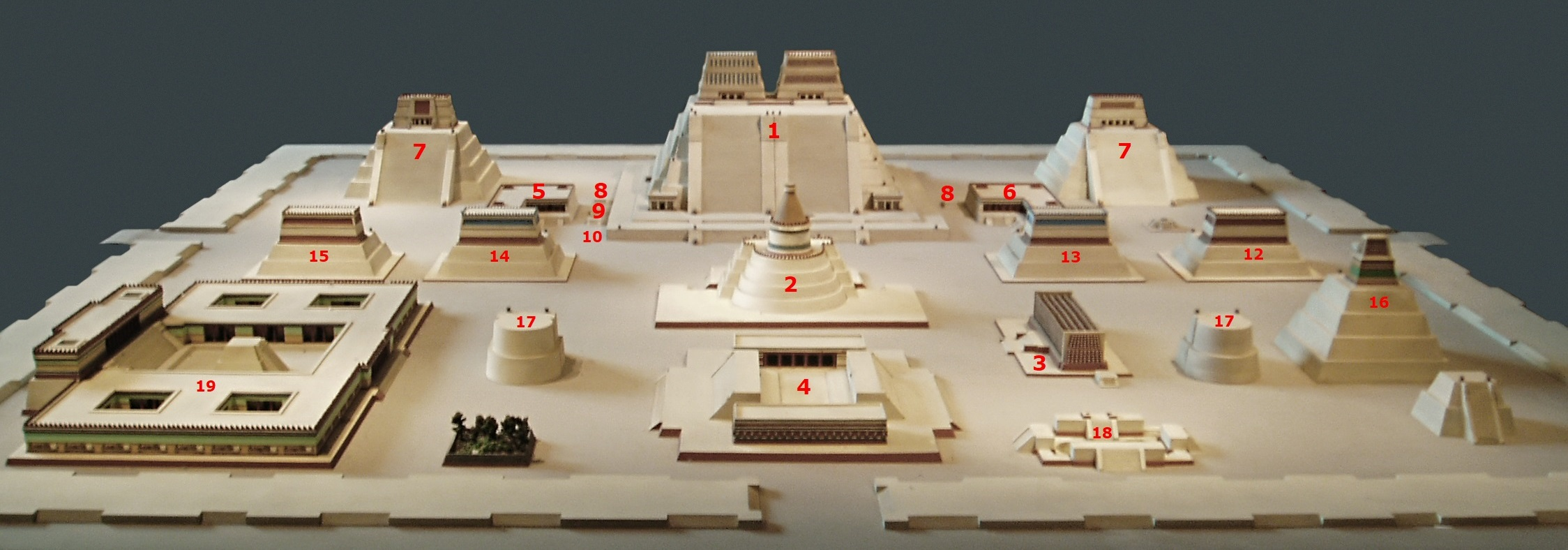
Maquette du Templo Mayor (reconstitution d'Ignacio Marquina exposée au Musée national d'Anthropologie de Mexico).
1. Templo Mayor 2. Temple semi-circulaire (dédié à Ehecatl-Quetzalcoatl) 3. Tzompantli 4. Jeu de balle 5. Maison des Aigles 6. Maison des Jaguars 7. Temples de Tezcatlipoca 8. Temples rouges du Sud et du Nord 9. Tzompantli 10. Sanctuaire A 12. Temple de Xochiquetzal 13. Temple de Chicomecoatl 14. Temple de Cihuacoatl 15. Temple de Coacalco 16. Temple de Tonatiuh (Temple du Soleil) 17. Sanctuaire d'Ehecatl 18. Tozpalatl 19. Calmecac

### La grande pyramide

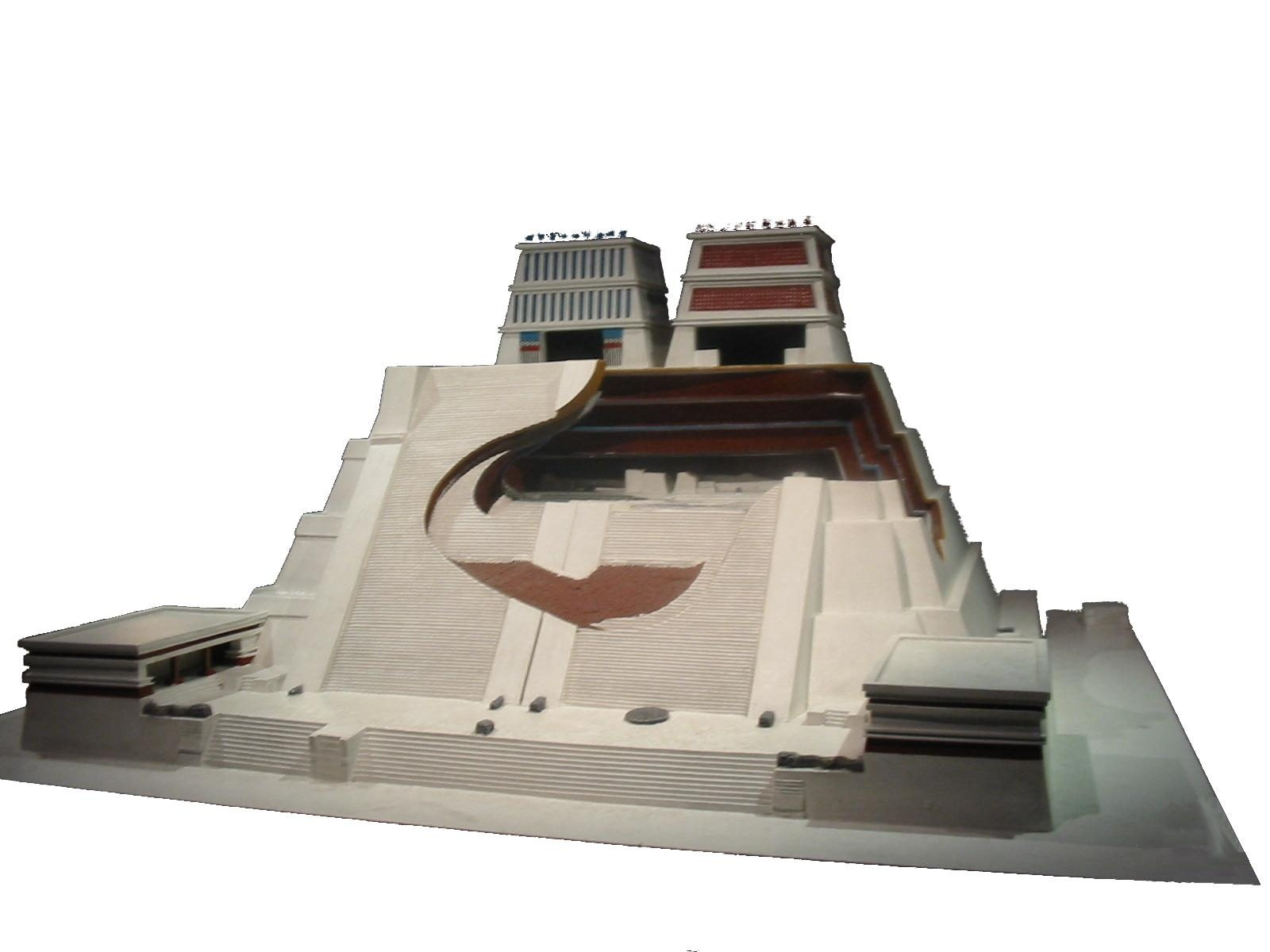
Maquette du templo Mayor

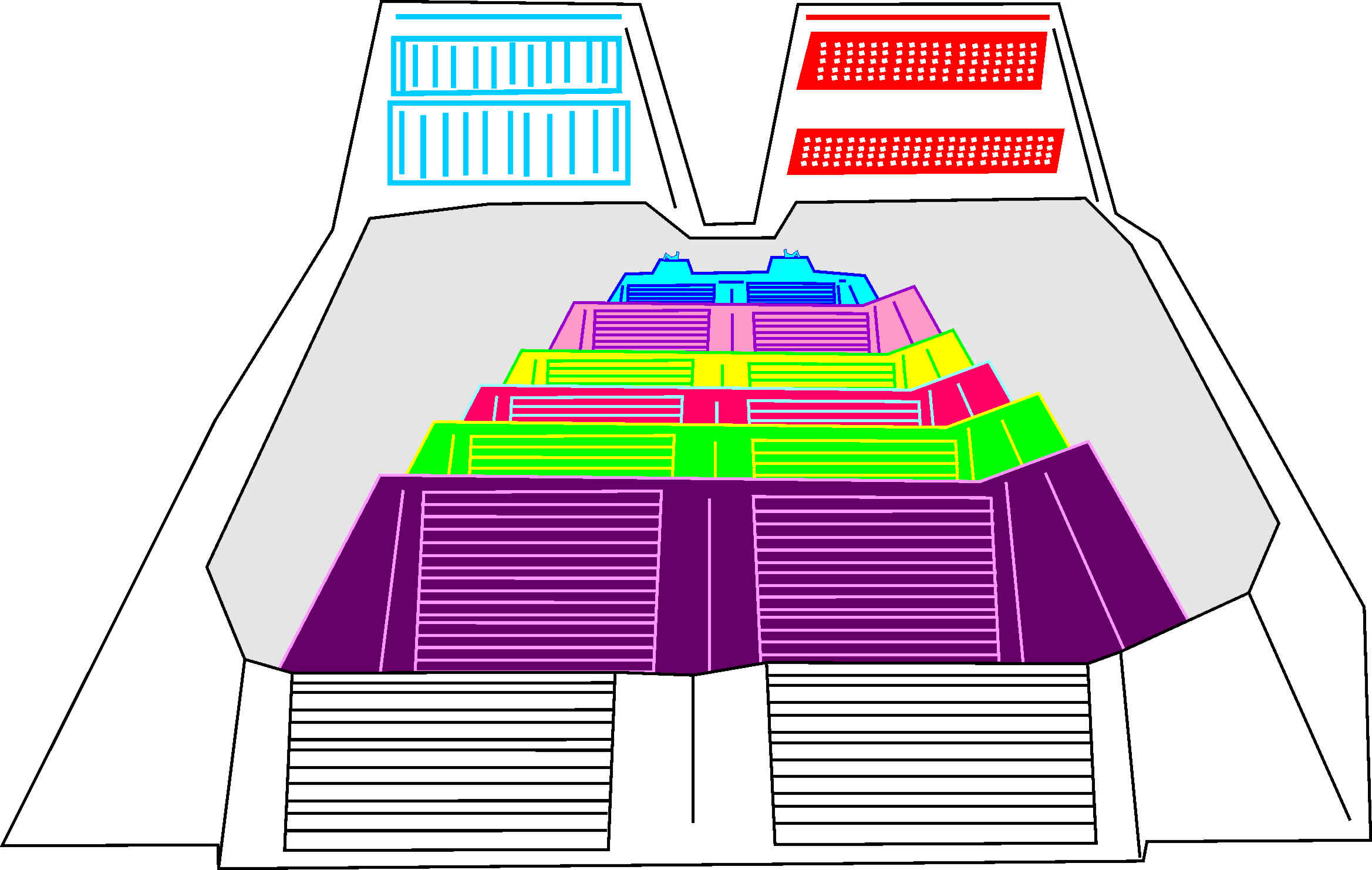
La grande pyramide a été construite en sept étapes, chaque couche se superposant à la précédente.

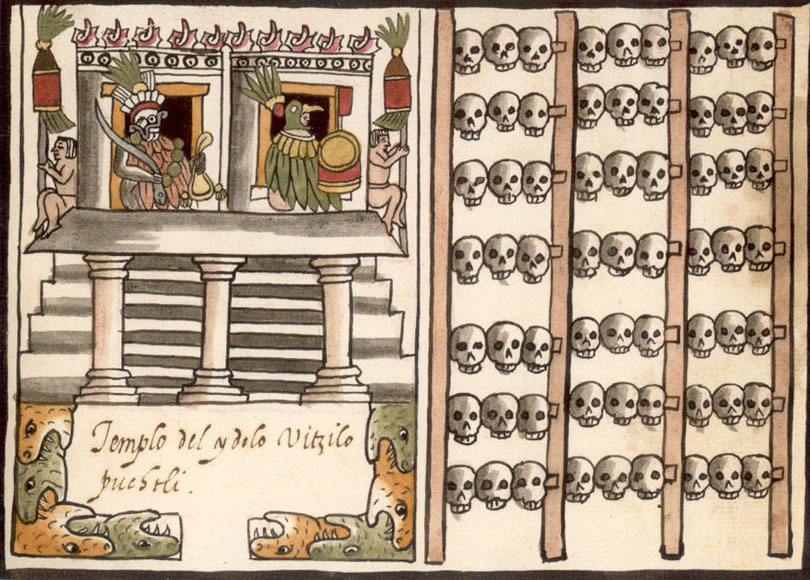
Représentation du Templo Mayor dans le Codex Tovar

La grande pyramide (huey teocalli), à l'ouest, était dédiée à Huitzilopochtli et Tlaloc.
Huitzilopochtli étant le dieu tribal originel des Mexicas, ce temple avait une importance fondamentale aux yeux des souverains et du peuple aztèques.

#### Construction
Les fouilles ont révélé sept étapes dans la construction de l'édifice, chaque bâtiment venant se superposer au précédent. Cette découverte est conforme à la coutume des peuples mésoaméricains d'élever leurs nouveaux sanctuaires sur des édifices antérieurs. Les Aztèques avaient procédé comme le faisaient les Mayas de l'époque classique, et les archéologues ont pu reconstituer l'histoire du temple. 
- La première phase, qui pourrait correspondre à la fondation mythique de Tenochtitlan en 1325, n'est pas accessible à cause du niveau de la nappe phréatique à Mexico[6].

- La deuxième phase, par contre, a été presque entièrement conservée et corrobore, en plus petit, les descriptions du Templo Mayor par les Conquistadors en 1521. Au sommet de l'édifice se trouvent deux sanctuaires, l'un consacré à Tlaloc, l'autre à Huitzilopochtli. Devant le sanctuaire de Tlaloc, on peut encore voir un Chac Mool qui a conservé ses couleurs d'origine. Face à celui d'Huitzilopochtli, moins bien conservé, se dresse la pierre de sacrifice. À l'intérieur se trouve un petit autel qui devait porter la statue du dieu. On y a retrouvé un glyphe « 2 Lapin », qui correspondrait à l'année 1390[7].

- Il reste peu de choses de la troisième phase, mais elle mérite d'être mentionnée, parce qu'on y a retrouvé une série de statues qui pourraient représenter les Centzon Huitznaua, ainsi qu'une date « 4 roseau », sans doute 1431, qui correspond au règne d'Itzcoatl.

- De la phase IV subsistent des éléments spectaculaires : de grands braseros qui portent le visage de Tlaloc du côté de son sanctuaire, d'autres qui portent un nœud, symbole d'Huitzilopochtli, du côté opposé. D'une phase IVb, correspondant à un agrandissement de la seule façade principale, datent des têtes monumentales de serpent, ainsi que le bas-relief représentant le corps démembré de Coyolxauhqui, dont la découverte fut, rappelons-le, à l'origine des fouilles. La phase IV serait contemporaine des empereurs Moctezuma Ier et Axayacatl.

- De la phase V il ne subsiste presque rien.

- De la phase VI, qui daterait de l'empereur Ahuitzotl, subsistent des constructions annexes : trois petits bâtiments au nord, appelés temples A, B et C, dont l'un, le temple B, comporte un tzompantli, ainsi qu'un ensemble appelé « enceinte des chevaliers-aigles ». Au sud se trouve un bâtiment appelé le « temple rouge ».

- Il ne subsiste quasiment rien de la phase VII, excepté une partie du dallage.

La chronologie du Templo Mayor pose néanmoins encore des problèmes, car il subsiste des contradictions entre ce que nous apprend l'archéologie et les sources écrites, c'est-à-dire les nombreux codex du XVIe siècle, qui parlent de l'achèvement définitif et de l'inauguration du Templo Mayor sous Ahuitzotl.
Ainsi, Soustelle indique que la première pyramide de grande taille fut érigée sous Moctezuma Ier, grâce au soutien, pendant deux ans, de plusieurs cités voisines, le temple au sommet de cette pyramide étant inauguré en 1455 après la victoire sur les Huaxtèques, et qu'elle fut ensuite agrandie principalement sous le règne de Tizoc, puis inaugurée sous sa forme finale en 1487, un an après la mort de cet empereur.

#### Le temple de Quetzalcoatl
Le temple rond de Quetzalcóatl se situait au centre de l'enceinte sacrée, en face de l'escalier principal de la grande pyramide et dans l'axe du jeu de paume.

#### Les autres lieux de cultes
- Le temple de Tezcatlipoca (pyramide bordant la muraille du sud de l'enceinte, face au palais impérial d'Auitzotl) ;

- Le temple du soleil (au sud-ouest, face au palais d'Axayacatl) ;

- Le temple du serpent (coateocalli) et celui de Ciuacoatl (au nord-ouest) ;

- Les monastères (calmecac) rattachés à chaque temple ;

- Une multitude de lieux de prière et de sacrifice ;

- De nombreuses sources et des bassins rituels ;

- Le terrain du jeu de balle (tlachtli).

#### Les bâtiments profanes
- Le palais impérial d'Ahuitzotl (en face du temple de Tezcatlipoca) ;

- Le palais d'Axayacatl ;

- Des arsenaux (tlacochcalco, « maison des javelines ») ;

- Le mecatlan (école et salle de répétition des musiciens cérémoniels).

## Interprétation

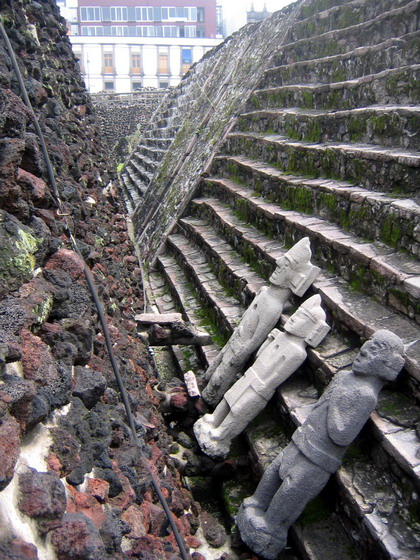
Statues de la phase III

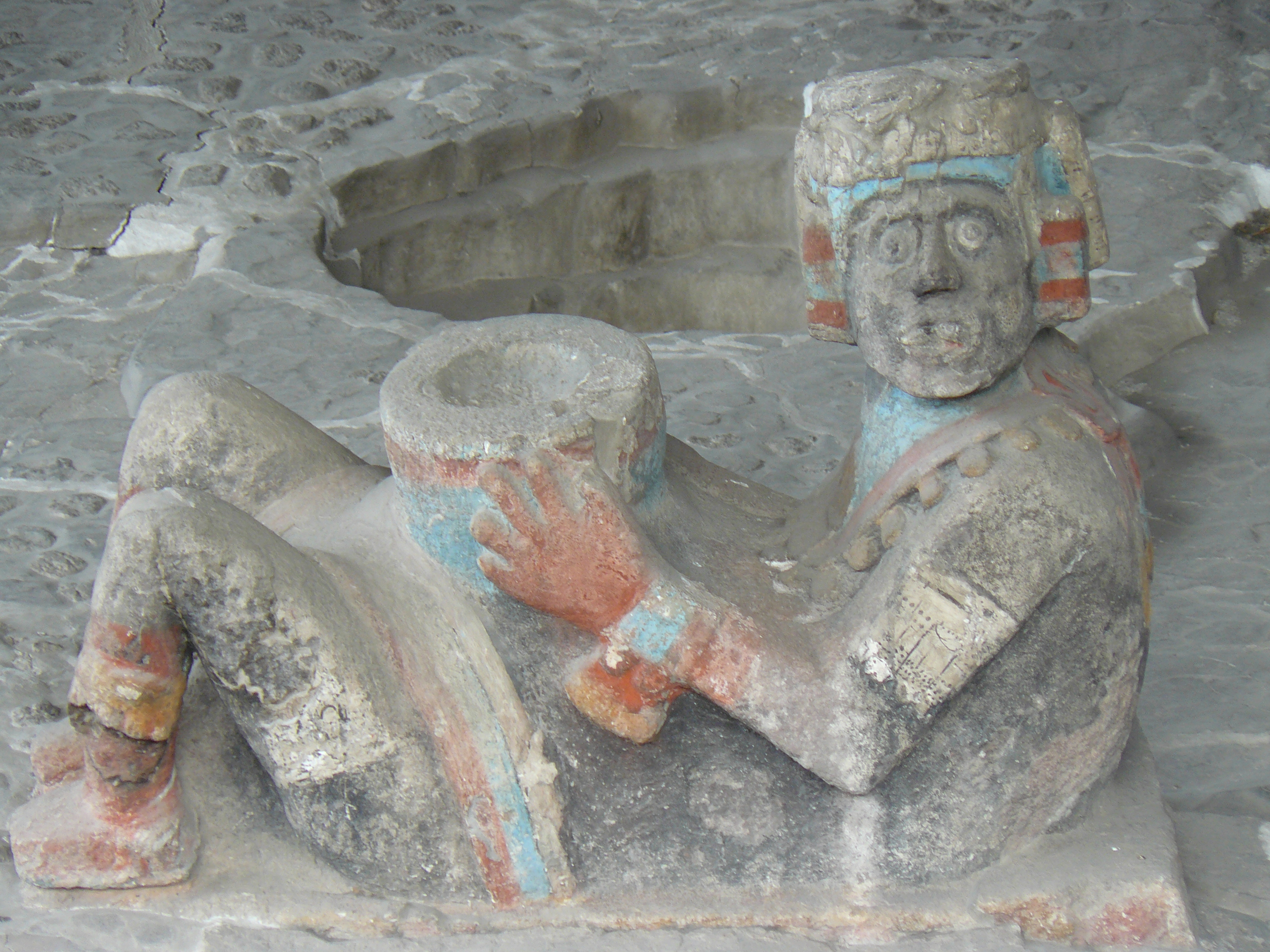
Chac mool du Templo Mayor

L'interprétation de ce sanctuaire n'est possible qu'à la lumière des conceptions religieuses mésoaméricaines et de celles des Aztèques en particulier.
Dans la cosmographie mésoaméricaine, le monde est un carré divisé en quatre quartiers, correspondant aux points cardinaux, avec un centre qui est le pivot de l'univers (un « axis mundi ») et met en contact verticalement la Terre avec les différents niveaux du monde souterrain et des cieux. Cette conception est illustrée par la première page du Codex Fejérváry-Mayer. Symboliquement, Tenochtitlán, avec ses quatre quartiers, est une image du monde, et le Templo Mayor, à l'intersection des quatre quartiers en est le centre. Cette vision est illustrée encore plus explicitement par la première page du Codex Mendoza qui représente symboliquement Tenochtitlan. Au centre de l'image, l'aigle représente à la fois Huitzilopochtli et son sanctuaire. Les deux sanctuaires au sommet correspondraient au dernier niveau des cieux aztèques ; l' « Omeyocan » (c'est-à-dire l' « endroit de la dualité »).
Certaines caractéristiques du bâtiment sont associées au mythe spécifiquement aztèque de la naissance de leur dieu tribal, Huitzilopochtli, sur une montagne appelée « Coatepec » (en nahuatl la « montagne des serpents »). Dans ce mythe, la grossesse miraculeuse de Coatlicue indispose sa fille Coyolxauhqui et ses quatre cents fils, les Centzon Huitznahua. Ils décident de tuer leur mère, lorsqu'elle accouchera au sommet du Coatepec, mais Huitzilopochtli sort tout armé du ventre de sa mère, tue sa sœur, la démembre et précipite les morceaux au bas de la montagne. Ensuite, il poursuit ses frères et les extermine. Le sanctuaire d'Huitzilopochtli au sud du Templo Mayor symbolise le Coatepec. On comprend parfaitement de cette manière la présence au bas de l'escalier qui y mène de la fameuse sculpture représentant Coyolxauhqui démembrée. Lorsqu'une victime est immolée au sommet du temple et que son corps est précipité vers le bas, c'est cet épisode du mythe qui est répété symboliquement. 
Par ailleurs, le Templo Mayor traduit la soif de légitimité des Aztèques : certains auteurs pensent que les derniers arrivants dans la vallée de Mexico souffraient d'un « complexe d'infériorité » et voulaient se poser en successeurs des grandes civilisations mésoaméricaines, dont les ruines se trouvaient encore sous leurs yeux : Teotihuacan et les Toltèques, que ce soit sous la forme d'offrandes enterrées sous le Templo Mayor (masques de Teotihuacan) ou l'imitation consciente de détails architecturaux (talud-tablero de Teotihuacan ou chac mool de Tula).
Comme nous l'avons vu plus haut, le Templo Mayor était une pyramide double, avec un double escalier et deux sanctuaires à son sommet, l'un consacré à Huitzilopochtli, l'autre à Tlaloc. Selon Ester Pasztory, cette forme architecturale, présente en d'autres endroits, permettait aux Aztèques d'associer leur dieu tribal Huitzilopochtli à la principale divinité locale. À Tenochtitlan, capitale de l'empire, c'est à la grande divinité pan-mésoaméricaine Tlaloc qu'on associe Huitzilopochtli. Dans ce binôme riche en symbolique certains voient l'association de la petite tribu nomade arrivée récemment dans la vallée de Mexico avec les vieilles populations sédentaires du Plateau central. L'archéologue mexicain Matos Moctezuma y voit l'expression sacralisée de deux fonctions économiques : Huitzilopochtli préside à la guerre qui permet d'obtenir le tribut des vaincus, tandis que Tlaloc préside aux activités agricoles. On peut aussi y voir l'association du Nord aride représenté par Huitzilopochtli et de l'Est humide et aquatique représenté par Tlaloc. Aucune de ces associations n'est d'ailleurs exclusive des autres.
Le Templo Mayor était le lieu par excellence du sacrifice humain sous sa forme la plus courante : la cardiectomie. Le mythe aztèque du Cinquième Soleil offre la clé de cette pratique : dans un univers instable qui dépend de la marche du soleil, et qui serait détruit si celui-ci s'arrêtait, les hommes se doivent d'imiter les dieux qui se sont sacrifiés à Teotihuacan pour que le soleil se mette en mouvement. Si le sacrifice humain a toujours existé en Mésoamérique, on peut se demander pourquoi il a pris un caractère tellement massif chez les Aztèques : selon les chroniqueurs, entre 3 000 et 84 000 personnes furent sacrifiées pendant les quatre jours que dura la reconsécration du Templo Mayor par Ahuitzotl en 1487 - des chiffres qui ont d'ailleurs paru si élevés à certains auteurs qu'ils contestent la possibilité matérielle de tuer autant de personnes en aussi peu de temps. Une des théories les plus répandues pour expliquer ces hécatombes est qu'un tournant idéologique a eu lieu lors d'une gigantesque famine vers 1450 : on attribue à Tlacaelel l'idée qu'elle aurait été due à la colère des dieux parce qu'on ne leur fournissait pas assez de sang humain, que les Aztèques désignaient par une métaphore : « Chalchiuatl » (« eau précieuse »). Pour assurer l'approvisionnement régulier du Soleil en victimes, on aurait inventé l'institution de la « guerre fleurie », une forme de guerre rituelle où l'on s'efforce non pas de tuer, mais de capturer les guerriers adverses pour les sacrifier. Par ailleurs, l'empire aztèque étant lui-même un édifice instable, perpétuellement agité par les révoltes des cités tributaires, la répression de celles-ci donnait lieu également au sacrifice d'une partie de la population révoltée.

## Découvertes récentes

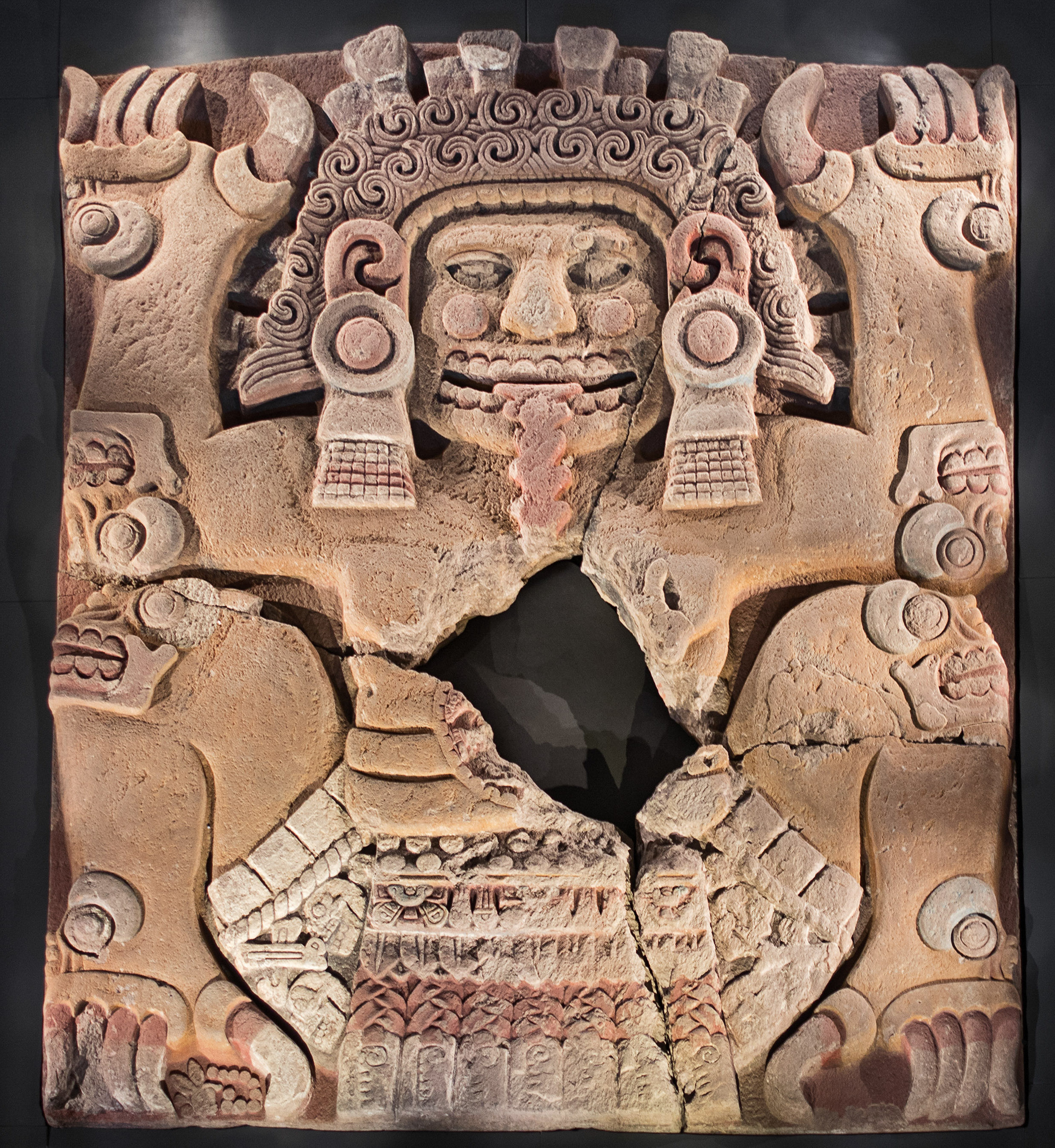
Le monolithe de Tlaltecuhtli

À l'occasion de la démolition de deux immeubles situés à proximité immédiate du Templo Mayor, au nord de l'édifice, on a mis au jour en 2006 le plus grand monolithe aztèque connu. L'archéologue Leonardo López Luján a identifié cette sculpture colossale comme étant la divinité Tlaltecuhtli, sous sa forme féminine. En dégageant le monolithe, on a découvert treize offrandes comportant d'exceptionnels objets en or.
En 2011, les archéologues ont mis au jour une plate-forme de 16 m de diamètre et 2,5 m de haut identifiée comme un "cuauhxicalco", lieu où les Mexicas enterraient leurs souverains,. Plusieurs offrandes remarquables ont pu être excavées dans ce secteur : l'offrande 174 contenant approximativement 11 800 objets, dont notamment le squelette d'une louve, et l'offrande 178 contenant les restes d'un jaguar femelle.
Comme on sait par les chroniqueurs du XVIe siècle que trois empereurs aztèques - Axayacatl, Tizoc et Ahuitzotl - ont été incinérés et que leurs cendres ont été enterrées à cet endroit, ces fouilles suscitent des espoirs de découverte prochaine de la sépulture d'un de ces souverains.

## Dans la culture populaire
- La grande pyramide du Templo Mayor peut être construite sous différents noms dans plusieurs opus de la franchise de jeux vidéo Sid Meier's Civilization (Civilization III et Civilization VI).